# Carlos Menem

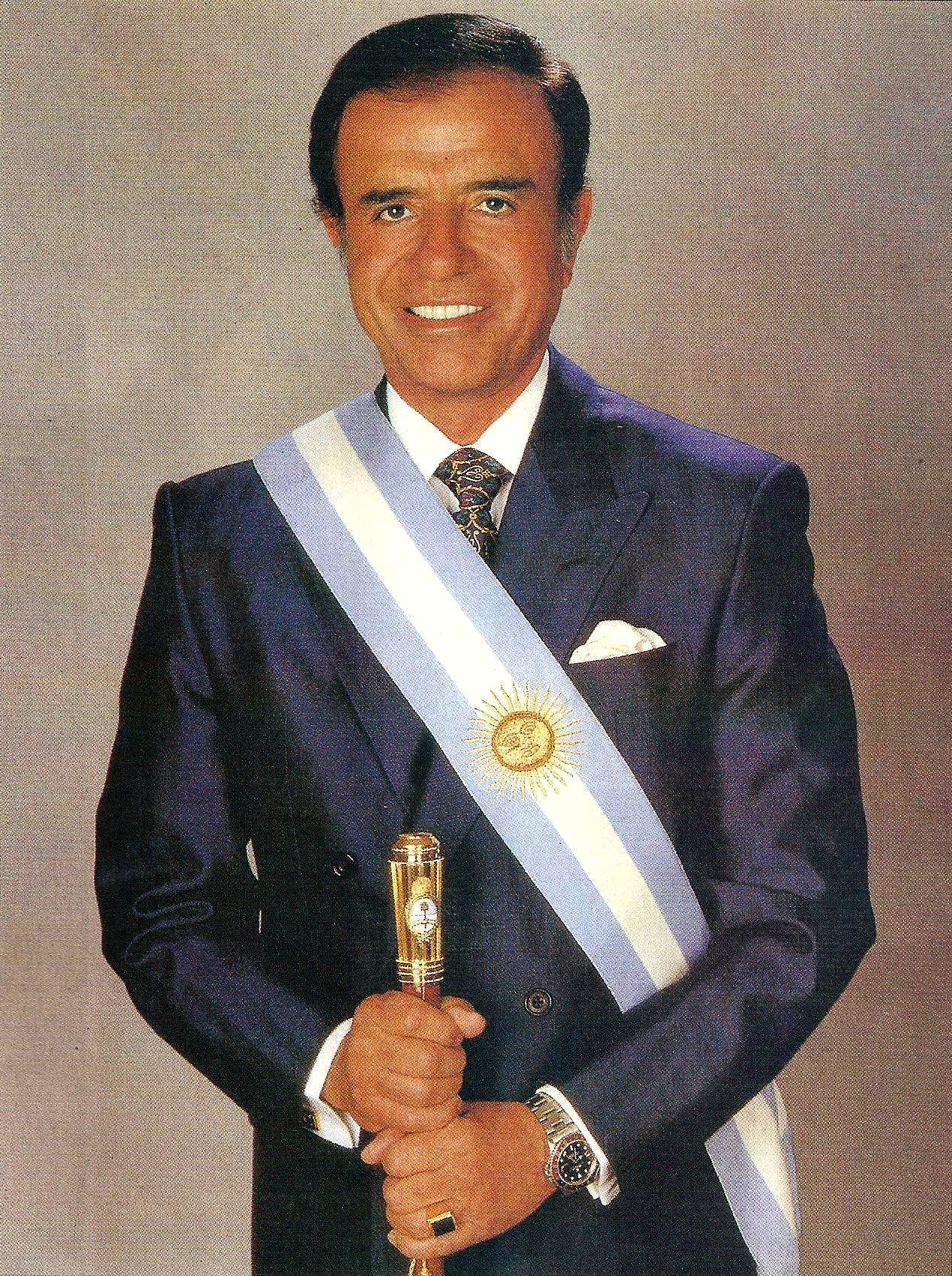
Carlos Menem als Präsident Argentiniens (1995)

Carlos Saúl Menem Akil, gewöhnlich genannt Carlos Menem ([ˈkaɾlos 'me.nem] ; * 2. Juli 1930 in Anillaco, Provinz La Rioja; † 14. Februar 2021 in Buenos Aires) war ein argentinischer Rechtsanwalt und Politiker. Er war als Mitglied des Partido Justicialista (Peronisten) vom 9. Juli 1989 bis 10. Dezember 1999 Präsident von Argentinien.

## Leben

### Frühe Jahre
Carlos Menems Familie war Anfang des 20. Jahrhunderts aus Syrien nach Argentinien gekommen. Seine Eltern waren sunnitische Muslime, ließen Menem jedoch schon als Kleinkind katholisch taufen. Er studierte Jura an der staatlichen Universität Córdoba. Er führte eine Kampagne zur Unterstützung von politischen Gefangenen durch und wurde 1957 wegen Mithilfe bei gewaltsamen Aktionen gegen die Diktatur des Generals Pedro Eugenio Aramburu inhaftiert. Nach dem Ende der Militärdiktatur im Jahre 1973 wurde er zum Gouverneur der Provinz La Rioja gewählt. Drei Jahre später wurde er abermals inhaftiert, als die Präsidentin Isabel Martínez de Perón im März 1976 gestürzt wurde und erneut eine Militärjunta die Präsidentschaft übernahm. Im Oktober 1983, mit dem Ende des Militärregimes und der Rückkehr des Landes zur Demokratie, wurde Menem erneut zum Gouverneur der Provinz La Rioja gewählt. Am 14. Mai 1989, als das Land unter einer ernsten Wirtschaftskrise litt, wurde er zum Präsidenten der Republik Argentinien als Nachfolger von Raúl Alfonsín gewählt.

### Präsidentschaft
Das Hauptproblem, das Menem zu bewältigen hatte, war die Wirtschaft, die aufgrund einer Hyperinflation und einer Rezession vor dem Ruin stand. Menem handelte schnell, indem er in Übereinstimmung mit dem IWF eine Reihe von Reformen neoliberalen Zuschnitts durchführte. Dabei bediente er sich sehr häufig des Mittels des Dringlichkeitsdekrets. So privatisierte er die Staatsfirmen und die staatlichen Fernsehanstalten. Er deregulierte die Wirtschaft und gab die Preise frei. Während der Amtszeit des Wirtschaftsministers Domingo Cavallo wurde das Konvertibilitätsgesetz erlassen, das den Wert des argentinischen Peso 1:1 an den Dollar der Vereinigten Staaten koppelte. Dieser Wechselkurs hatte bis zur argentinischen Finanzkrise von 2001/2002 Bestand. Die Zentralbank war verpflichtet, die argentinische Währung mit ihren Dollarreserven im Verhältnis 1:1 zu decken. Dadurch konnte der Staat sich nicht mehr durch eine Erhöhung der Geldmenge refinanzieren (fehlende Seigniorage). Dieser positive Aspekt wurde durch eine Erhöhung der Außenverschuldung zunichtegemacht: In den 10 Jahren seiner Regierungszeit wuchs die Außenschuld um 123 % von 65,3 auf 146,2 Milliarden US-Dollar.
Der wichtigste wirtschaftliche Nutzen, der sich aus diesen Maßnahmen ergab, war eine vergleichsweise geringe Inflation im niedrigen einstelligen Bereich. Die feste Parität des argentinischen Peso mit dem Dollar sowie die vom hohen Finanzbedarf hervorgerufenen, relativ hohen Zinssätze zogen ausländisches Kapital an, was zu einem bedeutenden Wachstum des Bruttoinlandsprodukts führte. Die Privatisierung im öffentlichen Dienst und von Staatsbetrieben führte zu Qualitätsverbesserungen in mehreren Sektoren (Wasser, Licht, Gas), obwohl viele Verbraucher davon ausgeschlossen blieben und sich die Qualität der Dienstleistungen in anderen Sektoren verschlechterte. Die Privatisierung des Schienennetzes schlug gänzlich fehl, weite Teile des großen Streckennetzes wurden vollständig aufgegeben.
Gleichzeitig waren aufgrund der hohen, an den Dollar „gebundenen“ Binnenpreise die bedeutendsten Nachteile seiner Politik eine deutliche Abnahme der Wettbewerbsfähigkeit der Exportwirtschaft und der weiterverarbeitenden Betriebe, die den Binnenmarkt belieferten, sowie die Arbeitslosigkeit.
Als Menem die Regierungsgeschäfte übernahm, erklomm die Arbeitslosigkeit und die Unterbeschäftigung historische Höhen (8,1 % bzw. 8,6 % der wirtschaftlich aktiven Bevölkerung). Nach einer Periode langsamer Abnahme (6,9 bzw. 8,3 % im Mai 1992) wuchs die Arbeitslosigkeit sowie die Unterbeschäftigung während der Wirtschaftskrise in Mexiko („Tequila-Krise“) wieder an, bis sie im Mai 1995 mit 18,4 bzw. 11,3 % den Gipfel erreichte und danach die beiden Indikatoren im Oktober 1998 auf 12,4 bzw. 13,6 % sanken. Am Ende seiner Regierung lagen diese Zahlen bei 13,8 bzw. 14,3 %.
Auch in anderen Bereichen machte Menem von sich reden. So wirkte er 1991 bei der Bildung der südamerikanischen Freihandelszone Mercosur mit. Nach dem Skandal, den der Mord an dem Rekruten Omar Carrasco auslöste, schaffte er die Wehrpflicht ab. Seine Regierung wurde schließlich durch Korruptionsvorwürfe und nachgewiesene Fälle von Vetternwirtschaft belastet. Er begnadigte Soldaten und Offiziere der vorhergegangenen Militärdiktatur (1976–1983) wie den Folterer Antonio Domingo Bussi sowie Mitglieder von Guerillaorganisationen, die hauptsächlich in den 1970er Jahren aktiv gewesen waren.
Man legt ihm zur Last, die Judikative manipuliert zu haben. Als er an der Macht war, wurde durch ein Gesetz des Kongresses die Anzahl der Mitglieder des Obersten Gerichtshofes auf neun erhöht. Ein Teil der Presse nannte diesen vergrößerten Gerichtshof „das Gericht der Wunder“, denn man warf ihm vor, immer nach Interessenlage der Regierung zu entscheiden. Eine andere Bezeichnung, die man den fünf Menem nahestehenden Richtern gab, war „die automatische Mehrheit“, da in den meisten Streitfällen die Stimmen dieser fünf Richter übereinstimmten.
Während seiner Regierungszeit wurden terroristische Attentate verübt, die über hundert Menschen das Leben kosteten: 1992 der Anschlag auf die israelische Botschaft und 1994 der Anschlag auf die argentinisch-israelitische Vereinigung (AMIA). Die Ermittlungen, die die Schuldigen dieser Attentate finden sollten, blieben erfolglos; einige Sektoren halten daran fest, dass die Ermittlungen absichtlich von den Instanzen der Regierung behindert wurden.

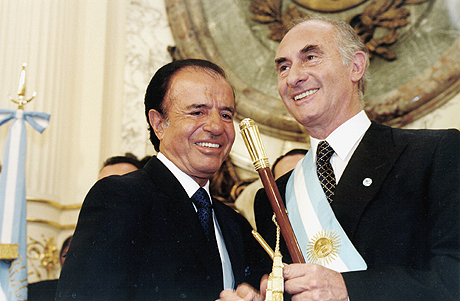
Menem (links) bei der Amtsübergabe an seinen Nachfolger Fernando de la Rúa (1999)

Die hohen Beliebtheitswerte seiner Amtsführung und die große, im Partido Justicialista konzentrierte Macht erlaubten es Menem, Druck auf die Oppositionspartei Radikale Bürgerunion (UCR) und insbesondere auf ihren Parteivorsitzenden Raúl Alfonsín zwecks Unterzeichnung des so genannten Pakt von Olivos auszuüben. Darin vereinbarten die beiden Seiten nach Verhandlungen hinter verschlossenen Türen unter anderem den Aufruf zu einer Reform der nationalen Verfassung im Jahre 1994, die im Tausch gegen eine Verkürzung der Präsidentschaft von sechs auf vier Jahre die einmalige Wiederwahl des Präsidenten ermöglichte. Dadurch wurde gleichzeitig die Wiederwahl Menems im darauf folgenden Jahr möglich.
In seiner zweiten Amtszeit hielt Menem an der Wirtschaftspolitik seiner ersten Regierungsperiode fest. Jedoch machten dieses Mal die wachsende Auslandsverschuldung, der Beginn einer Rezession im vierten Quartal 1998 und neue Korruptionsvorwürfe Menem zu einer immer unbeliebteren Figur. Er wollte zwar erneut bei den Präsidentschaftswahlen antreten, da nach seiner Meinung die Verfassungsänderung dazu führte, dass seine zweite Präsidentschaft als erste Präsidentschaft im Sinne der neuen Verfassung anzusehen war, scheiterte aber damit vor Gericht. Nach den Präsidentschaftswahlen übergab Menem sein Amt im Jahr 1999 Fernando de la Rúa von der oppositionellen Radikalen Bürgerunion (UCR), der sich gegen den Kandidaten des Partido Justicialista (PJ) Eduardo Duhalde durchsetzen konnte.
Am 17. Juni 1999 hatte er von Papst Johannes Paul II. eine Auszeichnung für seine im Wahlkampf gezeigte harte Haltung gegen Abtreibungen erhalten (Der 25. März war zum „Tag des ungeborenen Lebens“ erklärt worden). Danach hatte seine frühere Ehefrau öffentlich ausgesagt, dass sie mit Unterstützung Menems abgetrieben habe.

### Leben nach der Präsidentschaft

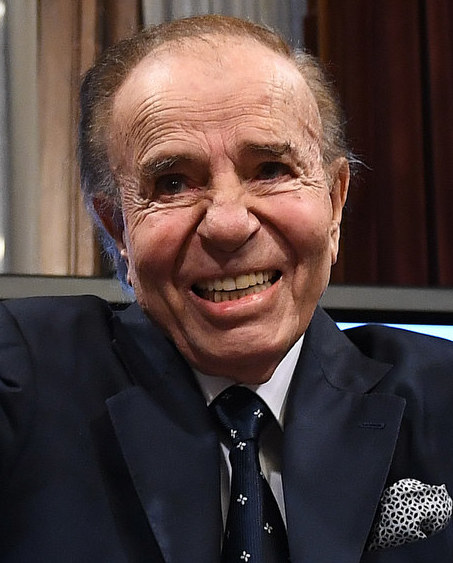
Carlos Menem im argentinischen Senat (2018)

Im Mai 2001 heiratete er die Chilenin Cecilia Bolocco, die früher als Model (Miss Universum 1987) und als chilenische Fernsehmoderatorin tätig war, diese Ehe wurde im April 2007 geschieden. Am 7. Juni 2001 wurde er aufgrund des Verdachts des Waffenhandels mit Kroatien und Ecuador während seiner Amtszeit (im Jahre 1991 und 1996) verhaftet und stand bis November desselben Jahres unter Hausarrest. Ende August 2002 stand er vor Gericht und bestritt alle Anklagepunkte. Später wurde ihm der Besitz von Konten auf Schweizer Banken zur Last gelegt, deren Existenz der Ex-Präsident nicht angegeben hatte und deren Vorhandensein er nicht rechtfertigen konnte. In dieser Angelegenheit wurde er verurteilt, nach Bereitstellung einer Kaution wurde ihm aber am 20. Dezember 2004 die Haftstrafe erlassen.
Nachdem Präsident Eduardo Duhalde für das Jahr 2003 Präsidentschaftswahlen angekündigt hatte, stellte sich Menem erneut zur Wahl, die am 27. April stattfand. Menem erreichte hierbei zunächst die einfache Mehrheit mit 25 % der Stimmen. Es gelang ihm jedoch nicht, die nötigen Stimmen für eine absolute Mehrheit zu erringen und direkt die Präsidentschaft zu erlangen. Es wurde folglich für den 18. Mai 2003 eine Stichwahl zwischen Menem und dem Zweitplatzierten Néstor Kirchner angesetzt. Menem entschloss sich jedoch, zur Stichwahl nicht anzutreten, als die Umfragen zeigten, dass sein Gegner ihn um etwa 40 Prozentpunkte übertreffen würde. Néstor Kirchner wurde durch den Verzicht Menems automatisch argentinischer Präsident.
Am 23. Oktober 2005 kandidierte Menem für seine Heimatprovinz La Rioja bei den Senatswahlen und errang den Sitz des Zweitplatzierten. Gewinner der Wahl war Ángel Maza, Gouverneur der Provinz und Verbündeter des Präsidenten Kirchner, der wiederum ein dezidierter Menem-Gegner war. Aufgrund des Wahlsystems wurde Carlos Menem dennoch Senator. (Die stärkste Partei erhält zwei Posten, die zweitstärkste Gruppierung einen.) Menem übernahm somit genau sechs Jahre nach Ende seiner Präsidentschaft wieder ein öffentliches Amt. Einige politische Analysten werten aber die Tatsache, dass er nicht die Mehrheit in seiner eigenen Provinz erreichte, als Zeichen seines politischen Bedeutungsverlustes.
Am 13. Juni 2013 verurteilte ein argentinisches Bundesgericht in der Wiederaufnahme des Verfahrens von 2002 Carlos Menem wegen illegaler Waffenlieferungen an Kroatien und Ecuador in den Jahren 1991 bis 1995 zu sieben Jahren Haft. Doch musste Menem die Haftstrafe nicht antreten, da er als Abgeordneter des Senats Immunität genoss. Er starb im Februar 2021 im Alter von 90 Jahren.
1998 wurde ihm die Ehrenbürgerschaft der Stadt Jerewan verliehen.